# Lago di Xochimilco

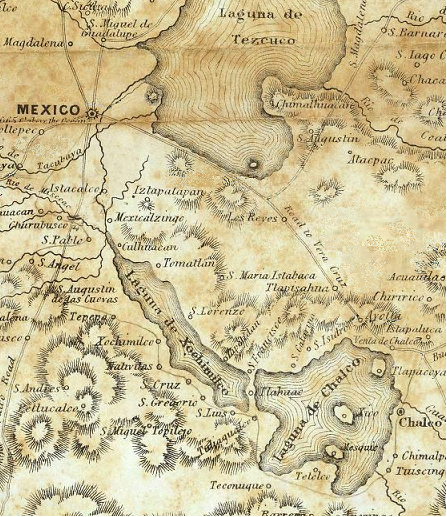
il lago Xochimilco in un dettaglio della mappa di Bruff/Disturnell del 1847

Il lago di Xochimilco (pron. /ʃot͡ʃi'milco/) è un antico lago endoreico situato nella Valle del Messico, e fa parte di una serie di laghi che comprende il lago di Texcoco, il lago di Zumpango, il lago di Xaltocan ed il lago di Chalco. Questi luoghi erano il posto in cui vivevano numerose culture mesoamericane, tra cui Teotihuacani, Toltechi e Aztechi.

## Descrizione
A causa delle acque basse e delle sorgenti d'acqua fresca che abbondavano lungo la riva meridionale del lago, il lago di Xochimilco fu il centro dell'agricoltura chinampa nei secoli che precedettero la conquista spagnola del Messico. Per questo motivo la regione divenne un obiettivo primario per l'espansionismo degli Aztechi, i quali ottennero il controllo del lago con una serie di campagne militari svoltesi tra il 1432 ed il 1440 circa, durante il regno dello Hueyi Tlatoani, Itzcóatl.
La distruzione di dighe e chiuse attuata dagli spagnoli dopo il 1520, unita al lento declino delle popolazioni native, portò al quasi abbandono dei giardini chinampa.
I cinque laghi contenuti nella valle del Messico sono ora quasi scomparsi, drenati per ridurre le esondazioni. Oggi del lago di Xochimilco restano solo i canali originali. Tuttora alcuni chinamperos lavorano i propri chinampa posti tra i vari canali.

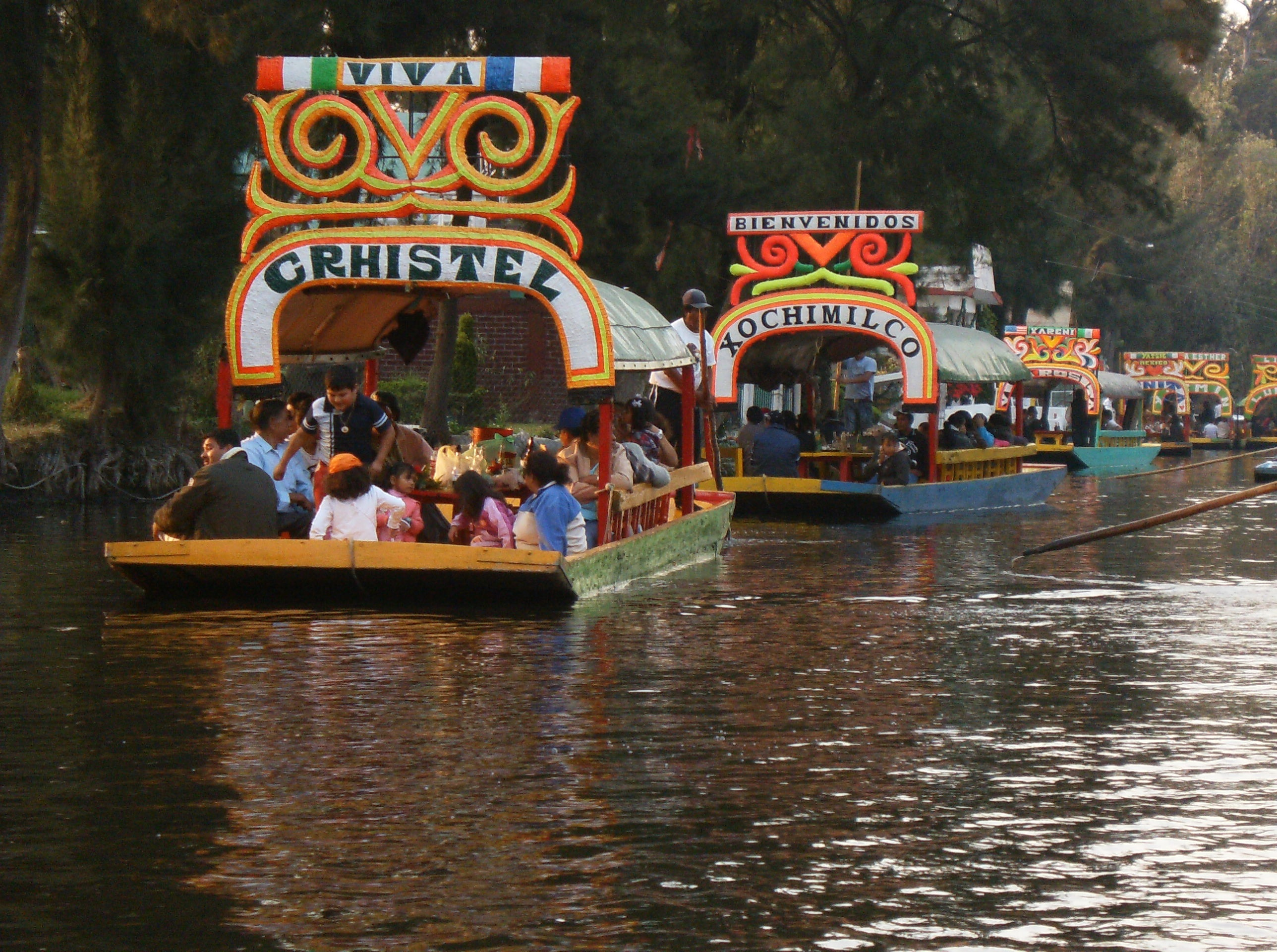
Trajineras (zattere) colorate sul lago Xochimilco

Il lago Xochimilco è l'ultimo habitat nativo dell'axolotl, una specie di salamandra talpa endemica del Messico. Prima che il lago venisse drenato, questa specie era presente anche nel lago Chalco. A causa dell'attuale stato precario del lago Xochimilco e dell'estensiva espansione di Città del Messico, nel 2008 l'axolotl selvatico è stato inserito dall'IUCN tra le specie in pericolo critico.